# Расселл (Арканзас)
Расселл (англ. Russell) — місто (англ. town) в США, в окрузі Вайт штату Арканзас. Населення — 184 особи (2020).

## Географія
Расселл розташований на висоті 71 метр над рівнем моря за координатами 35°21′43″ пн. ш. 91°30′36″ зх. д. / 35.36194° пн. ш. 91.51000° зх. д. (35.361978, -91.509996).  За даними Бюро перепису населення США в 2010 році місто мало площу 0,52 км², уся площа — суходіл.

## Демографія
Згідно з переписом 2010 року, у місті мешкало 216 осіб у 96 домогосподарствах у складі 64 родин. Густота населення становила 412 особи/км².  Було 109 помешкань (208/км²). 
Расовий склад населення:
| - 96,8 % — білих - 1,4 % — корінних американців |

До двох чи більше рас належало 1,9 %. Іспаномовні складали 1,4 % від усіх жителів.
За віковим діапазоном населення розподілялося таким чином: 26,9 % — особи молодші 18 років, 55,0 % — особи у віці 18—64 років, 18,1 % — особи у віці 65 років та старші. Медіана віку мешканця становила 42,0 року. На 100 осіб жіночої статі у місті припадало 80,0 чоловіків;  на 100 жінок у віці від 18 років та старших — 83,7 чоловіків також старших 18 років.
Середній дохід на одне домашнє господарство  становив 36 835 доларів США (медіана — 29 375), а середній дохід на одну сім'ю — 40 729 доларів (медіана — 40 250). За межею бідності перебувало 27,7 % осіб, у тому числі 29,4 % дітей у віці до 18 років та 15,2 % осіб у віці 65 років та старших.
Цивільне працевлаштоване населення становило 66 осіб. Основні галузі зайнятості: роздрібна торгівля — 24,2 %, освіта, охорона здоров'я та соціальна допомога — 22,7 %, сільське господарство, лісництво, риболовля — 16,7 %, будівництво — 13,6 %.
За даними перепису населення 2000 року в Расселлі проживало 228 осіб, 64 родини, налічувалося 103 домашніх господарств і 116 житлових будинків. Середня густота населення становила близько 456 осіб на один квадратний кілометр. Расовий склад Расселла за даними перепису розподілився таким чином: 99,56 % білих, 0,44 % — корінних американців.
Іспаномовні склали 1,32 % від усіх жителів містечка.
З 103 домашніх господарств в 29,1 % — виховували дітей віком до 18 років, 44,7 % представляли собою подружні пари, які спільно проживали, в 15,5 % сімей жінки проживали без чоловіків, 36,9 % не мали сімей. 34,0 % від загального числа сімей на момент перепису жили самостійно, при цьому 12,6 % склали самотні літні люди у віці 65 років та старше. Середній розмір домашнього господарства склав 2,21 особи, а середній розмір родини — 2,83 особи.
Населення містечка за віковим діапазоном за даними перепису 2000 року розподілилося таким чином: 26,8 % — жителі молодше 18 років, 5,7 % — між 18 і 24 роками, 24,1 % — від 25 до 44 років, 29,4 % — від 45 до 64 років і 14,0 % — у віці 65 років та старше. Середній вік мешканця склав 40 років. На кожні 100 жінок в Расселлі припадало 82, 4 чоловіків, у віці від 18 років та старше — 81,5 чоловіків також старше 18 років.
Середній дохід на одне домашнє господарство в містечкі склав 20 208 доларів США, а середній дохід на одну сім'ю — 26 250 доларів. При цьому чоловіки мали середній дохід в 26 875 доларів США на рік проти 26 042 долара середньорічного доходу у жінок. Дохід на душу населення в містечкі склав 12 032 долари на рік. 20,0 % від усього числа сімей в окрузі і 23,3 % від усієї чисельності населення перебувало на момент перепису населення за межею бідності, при цьому з них були молодші 18 років і 15,0 % — у віці 65 років та старше.